# Ponte da Barra
A Ponte da Barra é uma ponte localizada no bairro da Barra, no município brasileiro de Ouro Preto, em Minas Gerais. Fica situada no final da rua Antônio Martins com a praça Prefeito Amadeu Barbosa, sobre o Córrego do Funil. Sua construção foi arrematada por José Ferreira Santiago, a 22 de março de 1806, sendo fiador das obras José Barbosa de Oliveira. Conforme estabelecia os autos de arrematação, a obra seria toda feita em alvenaria de pedra, bastante segura, comprometendo-se o arrematante a entregá-la no prazo de um ano. Compõe-se de um paredão de alvenaria de pedra, que serve de aterro à primeira parte da ponte e dois arcos plenos separados por estrutura de pedra de forma hidrodinâmica. No passadiço encontram-se dois pequenos largos de forma circular, ambos em pedra talhada e, ao centro destes, uma cruz sobre acrotério. O muro parapeito, em alvenaria de pedra, é um prolongamento na vertical dos paredões que a formam.